# Yves Marie Lamé
Yves Marie Lamé (El Biar, Alžir 1895. – Burgos, Španjolska 1936.) bio je francuski pjesnik i slikar.

## Životopis
Već u svojim dvadesetima Lamé prvi put odlazi u Rusiju – što zbog ideologije, što iz ljubavi prema književnim uzorima. Sukobivši se s tamošnjim vlastima, dva puta se vraća u Francusku, da bi početkom 1936. zajedno sa svojim drugovima iz Rusije krenuo u Španjolsku. Nažalost, ne postoje točni podaci što se potom dogodilo, ali Burgos je grad gde je Lamé pokopan 1936., gdje mu se i danas nalazi grob. 
Prije posljednjeg odlaska, sâm je uništio vlastite rukopise i slike, kao i većinu fotografija. Ipak, nekolicina ih je sačuvana u jednom od njegovih “povremenih” ateljea u Parizu. 
Koliko je poznato, sačuvane su samo četiri Laméove fotografije. Dvije su nastale prilikom njegova prvog povratka iz Rusije, u pariškom istražnom zatvoru, a zajedno s nekoliko likovnih radova, nalaze se u posjedu obitelji Senard od 1974.